# Rebecca Gomperts
Rebecca Gomperts (Paramaribo, 29 de julio de 1966) es una médica neerlandesa fundadora de Women on Waves y Women on Web, que brinda servicios de salud reproductiva para mujeres en países donde se prohíbe la práctica del aborto. En 2013 y 2014 fue incluida entre las 100 mujeres destacadas de la BBC. En 2018, fundó Aid Access, que opera en Estados Unidos. Es una activista en defensa de la maternidad voluntaria y del derecho al aborto.

## Biografía
Rebecca Gomperts nació en 1966 en Paramaribo en Surinam. Su familia se trasladó a los Países Bajos cuando ella tenía tres años y creció en la ciudad portuaria de Flesinga.
Gomperts se mudó a Ámsterdam a mediados de la década de 1980 después de estudiar secundaria. Interesada tanto por las artes como por las ciencias, Gomperts estudió artes visuales y medicina. Estudió medicina en Ámsterdam. En 2011 realizó un máster en Políticas Públicas en la Universidad de Princeton y en 2014 completó su doctorado en Salud Materno Infantil en el Instituto Karolinska en Suecia.
También completó una licenciatura de arte de cuatro años en la Academia Rietveld de Ámsterdam estudiando arte conceptual. Cuando descubrió que el arte no era el camino que quería seguir, se sumergió en el mundo de la medicina; Gomperts no encontró su vocación en el campo de la medicina reproductiva hasta después de terminar la carrera de medicina.  
Después de graduarse, Gompert trabajó en un pequeño hospital en Guayana como médica en prácticas. Allí, cuando tenía 25 años, por primera vez fue testigo de la realidad de los abortos ilegales. En 1997, a los 31 años, afincada en Ámsterdam empezó a realizar abortos legales.
Entre 1997 y 1998, Gomperts navegó con un barco de Greenpeace llamado Rainbow Warrior II como médica residente y activista ambiental.

### Idea para el cambio
Después de sus viajes con Greenpeace, el interés de Gomperts en la salud reproductiva aumentó. Gomperts quería que disminuyeran las tasas de mortalidad por abortos en el hogar, por lo que diseñó un programa sobre la idea radical de que las mujeres pudieran abortar donde las clínicas de aborto están muy restringidas o no existen.
Gomperts utilizó los contactos que había hecho durante la escuela de arte para ayudarla a diseñar y financiar una clínica móvil. Un amigo, Joep van Lieshout, acordó ayudar a diseñar la clínica. La idea de colaboración era que la clínica fuera una obra de arte funcional, una clínica móvil a bordo de un barco, para que pudiera pasar legalmente a través de las fronteras internacionales sin que se incautara el equipo médico. Gomperts solicitó fondos del National Arts Council , con un presupuesto de $ 500,000 en equipo médico y $ 190,000 en capital inicial. La subvención para la clínica móvil llegó de la Fundación Mondriaan. Los antecedentes de Gompert en arte le permitieron poner su sueño en marcha, y su clínica móvil se convirtió en "un espacio donde se fusionaba el trabajo simbólico con el compromiso social".  

### Mujeres en olas
Gompets creó la organización Women on Waves en 1999, después de regresar de su viaje en el Rainbow Warrior II. Women on Waves estaba brindando servicios de aborto no quirúrgico y educación a países de todo el mundo que no tenían acceso a derechos reproductivos. La misión Women on Waves trasciende los límites entre la ley, la medicina, la navegación y el arte.
Utilizando la subvención de la Fundación Mondriaan, Women on Waves alquila un barco en el que se crearía la clínica móvil. Muchos medios de comunicación se sorprendieron de que a Gomperts no le preocupara en absoluto que su barco fuera detenido, confiscado o hundido al ingresar a las aguas de una nación.
Women on Waves realizó numerosos viajes. Pronto se extendió la noticia de que estaba intentando de llegar a países donde el aborto era ilegal a través de sus aguas, y muchos de estos países adoptaron medidas increíbles para detenerlos. El primer viaje fue a Irlanda, posteriormente viajaron a Polonia, Portugal, España, Marruecos y Guatemala . Aunque su primer viaje de once días a Dublín fue considerado infructuoso por los medios, Women On Waves había recibido más de 200 solicitudes de aborto de mujeres en tierra que necesitaban su ayuda, algo que Gomperts no había imaginado. Women on Waves nunca tuvo la intención de resolver el problema de los abortos inseguros. Tenía como objetivo ayudar a crear un precedente legal en las áreas grises de las leyes de aborto de los países, llegar a todas aquellas mujeres a las que sus propios médicos les habían negado la ayuda y prevenir actos peligrosos de abortos ilegales.  
Women on Waves enfrentó muchos desafíos durante los viajes. En uno de sus viajes a Portugal, su clínica móvil no pudo atracar. Gomperts apareció en un programa de entrevistas en portugués. Habló sobre cómo la mujer podía realizar un aborto seguro por sí misma en casa, cómo obtener y tomar las píldoras, dando consejos médicos en antena. La experiencia permitió que Gomperts se diera cuenta de que podía llegar a más personas a través de Internet que con un barco.  "Al final, nuestro barco nunca será una solución estructural para la enorme cantidad de mujeres que necesitan abortar", dijo Gomperts. 
Por ello en 2005, se fundó la segunda organización de Gomperts, Women on Web . En 2016, Women on Web recibió más de 10,000 correos electrónicos al mes de más de 123 países en todo el mundo. Las mujeres podían hacer preguntas desde cómo administrar píldoras abortivas, hasta consejos sobre anticonceptivos e incluso consultas sobre relaciones. En vez de entregar píldoras abortivas desde el mar, Women on Web usa paquetes y drones para enviar píldoras e instrucciones para abortos seguros en el hogar.  

## Vida personal
Gompert tiene dos hijos y vive en Ámsterdam.

## Vessel (documental)
En 2014 se estrenó el documental Vessel (Barco) sobre la misión de Gomperts de Women on Waves, en el Southwest Film Festival. Este documental es testigo de la creación de una red de activistas de salud reproductiva dirigida por Gomperts. Muestra su trabajo sobre los derechos reproductivos globales y la idea conceptual de confiar en las mujeres para manejar sus propios abortos. La historia de transformar una idea ampliamente improbable en un movimiento global es una imagen en movimiento que capturó por completo el legado de Gomperts.  
Women on Web también tuvo una campaña publicitaria que anunciaba sus servicios a través de Diesel, uno de los dichos más famosos "Diga adiós a las perchas", una herramienta común utilizada para abortos ilegales en el hogar. Estos anuncios tenían un componente secreto muy importante de un código de barras oculto en el sitio plano de la fotografía. Si se escanea, los códigos de barras en las camisetas de las modelos brindan información sobre la píldora abortiva directamente al teléfono celular de la audiencia. Esta fue una forma innovadora de anunciar un mensaje tan importante sin airear lo que es apropiado en los medios públicos. 

## Activismo feminista en el arte
Gomperts está considerada como una de las primeras activistas internacionales en defensa del derecho al aborto. Aunque Gomperts se alejó del arte, su legado vive en el activismo artístico feminista. El arte está configurado como un espacio aparte de todo lo demás, que proporciona activismo en un espacio seguro. Los proyectos de Gomperts WoW no combinan arte y activismo tanto como juegan intencionalmente en su vaga separación.  

### A-portátil
La clínica móvil que diseñó Joep van Lieshout (fundador de Atelier van Lieshout ) se llamaba A-Portable . Este espacio funcional y reconfortante fue un esfuerzo de colaboración entre Gomperts y Van Lieshout.  Le dieron un giro feminista a la inspiración original de Gomperts del activismo en el Rainbow Warrior II. Diseñado por un artista y financiado por una fundación artística, el A-Portable fue etiquetado como una obra de arte funcional. Esto significaba que cada vez que un ministerio de transporte intentaba confiscar el contenedor en aguas nacionales, la certificación de que el A-Portable era una escultura, legalizaba su cruce fronterizo.

### Exhibiciones de arte
Después de que Women on Waves obtuviera cierto reconocimiento internacional, comenzaron a participar en exposiciones de arte en todo el mundo. Las exhibiciones de arte fueron solo otra campaña para crear conciencia pública en diferentes formas.
El A-Portable se exhibió en la 49a Bienal de Venecia en 2001. Al ser un trabajo clave en la exposición, se presentó en una balsa, flotando en las aguas del Arsenale .
Hubo otras cuatro exposiciones en 2001 donde Gomperts colaboró con Willem Velthoven. Estas cuatro instalaciones, Portrait Collector, Sea, I Had An Abortion y Every 6 Minutes se presentaron en el espectáculo Mediamatic Women on Waves.  
Portrait Collector era una colección de quioscos de internet donde los espectadores que habían tenido abortos podían fotografiarse y formar parte de la exposición. Gomperts estaba tratando de exhibir con qué frecuencia ocurren los abortos y cómo se pueden hacer a casi cualquier persona.  
Sea también fue una narración interactiva compuesta de tomas del mar tomadas en la primera exposición de Women on Waves en Irlanda. Su componente de audio era una obra poética de voces de mujeres que pedían ayuda a Women on Waves.  
I Had An Abortion estaba colgando perchas de alambre con chalecos colgados, cada chaleco tenía escrito “I Had An Abortion” en todos los idiomas europeos.
La instalación final, Cada 6 minutos, tenía un mensaje muy simple. Cada seis minutos, una lámpara roja parpadea, simbolizando la estadística de que cada seis minutos muere una mujer por un aborto ilegal.
El 12 de julio de 2003 se bloqueó la entrada del Supermercado Mediamatic con el A-Portable. Esta exposición interactiva presentada por Mediamatic fue la instalación final de su exposición Women On Waves. Permitió a los espectadores entrar en el contenedor portátil que se transformó en una clínica de aborto y navegó por aguas internacionales.  